# Schnee-Ampfer
Der Schnee-Ampfer oder Schnee-Sauerampfer (Rumex nivalis) ist eine Pflanzenart aus der Gattung Ampfer (Rumex) innerhalb der Familie der Knöterichgewächse (Polygonaceae).

## Beschreibung

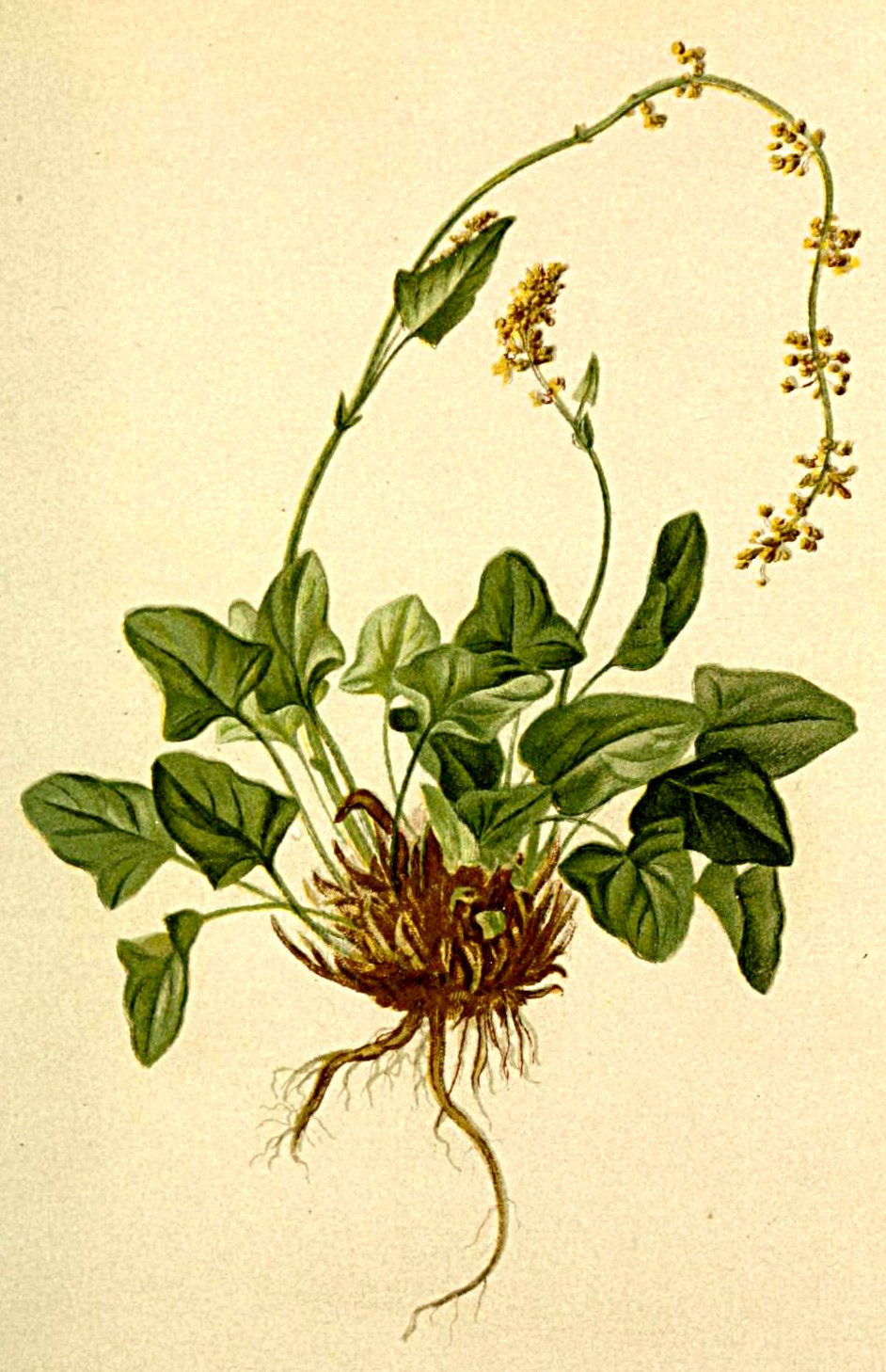
Illustration

Der Schnee-Ampfer wächst als überwinternd grüne, ausdauernde krautige Pflanze, die Wuchshöhen von 10 bis 25 Zentimeter erreicht. Es werden mehrere unverzweigte Stängel gebildet, die unbeblättert sind oder ein bis zwei Stängelblätter tragen. Die grundständigen Laubblätter sind bis 3 cm lang, oval spießförmig und dicklich.
Die Blütezeit erstreckt sich von Juli bis August. Der Blütenstand ist unverzweigt. Die Valven sind ganzrandig und haben wenigstens am Grunde eine kleine Schwiele. Die äußeren Blütenhüllblätter sind zurückgeschlagen.
Die Chromosomenzahl der Art ist 2n = 14 bei weiblichen Pflanzen und 2n = 15 bei männlichen.

## Ökologie
Der Schnee-Ampfer ist eine Chamaephyt.

## Vorkommen
In den östlichen Alpen tritt der Schnee-Ampfer selten auf, aber meist in kleineren, individuenreichen Beständen; im deutschen Alpengebiet findet man ihn nur in den Allgäuer Alpen; in Österreich, in den nördlichen Kalkalpen östlich des Dachsteins und in den österreichischen Zentralalpen tritt er sehr selten auf, desgleichen von der Silvretta ostwärts, in den westlichen Alpen bis ins Berner Oberland und ins Oberwallis.
Der Schnee-Ampfer besiedelt Schneetälchen und Moränen, vor allem in Höhenlagen zwischen etwa 1500 bis 2500 Meter in den Alpen. In den Allgäuer Alpen steigt er im Tiroler Teil zwischen Mittlerer Stuiben-Alp und Ponten von 1680 Metern bis zu 2380 Metern am Rauheck in Bayern auf.
Er braucht kalk- und nährstoffreichen, schneewasserfeuchten, humosen, feinschuttreichen, lange von Schnee bedeckte Tonböden in alpinem Klima. Er ist eine Charakterart des Arabido-Rumicetum nivalis aus dem Verband Arabidion caeruleae.